# Front pour la reconstruction nationale
Pour les articles homonymes, voir FRN.
Le Front pour la reconstruction nationale (FRN) est une formation politique haïtienne constituée en parti politique en 2005 en vue de l'élection présidentielle de 2006.

## Historique
Le FRN est d'abord un groupe de guérilla qui participe à la rébellion de 2004 contre le président Jean-Bertrand Aristide. Il est dirigé par Guy Philippe.
Le 11 juillet 2005, Guy Philippe annonce qu'il se présentera aux élections présidentielles de Haïti sous l'étiquette du Front pour la reconstruction nationale. La même année, le FRN est reconnu comme parti politique. Guy Philippe critique l'administration du gouvernement intérimaire pour la lenteur du processus de mise en place des centres d'inscription dans tout le pays. 
À l'élection présidentielle de 2006, Guy Philippe et le FRN n'obteniennent que 1,97 % des voix et 2,4 % des voix aux élections sénatoriales de février 2006 et deux sièges aux élections législatives de 2006. 
Les déboires de Guy Philippe s'accentue avec des soupçons de liens avec les trafics illicites de drogues, allégations que Guy Philippe dément catégoriquement. Néanmoins, le lundi 16 juillet 2007, cinq hélicoptères, deux avions et plus d'une dizaine de DEA (Drug Enforcement Administration) et agents anti-drogue haïtiens lourdement armées, entourent la villa jaune à deux étages de Guy Philippe dans les collines au-dessus des Cayes, dans la péninsule du sud de Haïti.